# Декоративная штукатурка
Декоративная штукатурка — разновидность штукатурки, отделочный материал на основе синтетического или минерального связующего с добавлением различных наполнителей и добавок, а также само покрытие, получаемое в результате его нанесения. Декоративная штукатурка давно стала самостоятельным видом отделки стен помещений и в отличие от обычной штукатурки помимо слоёв обрызга и грунта также имеет декоративный накрывочный слой.

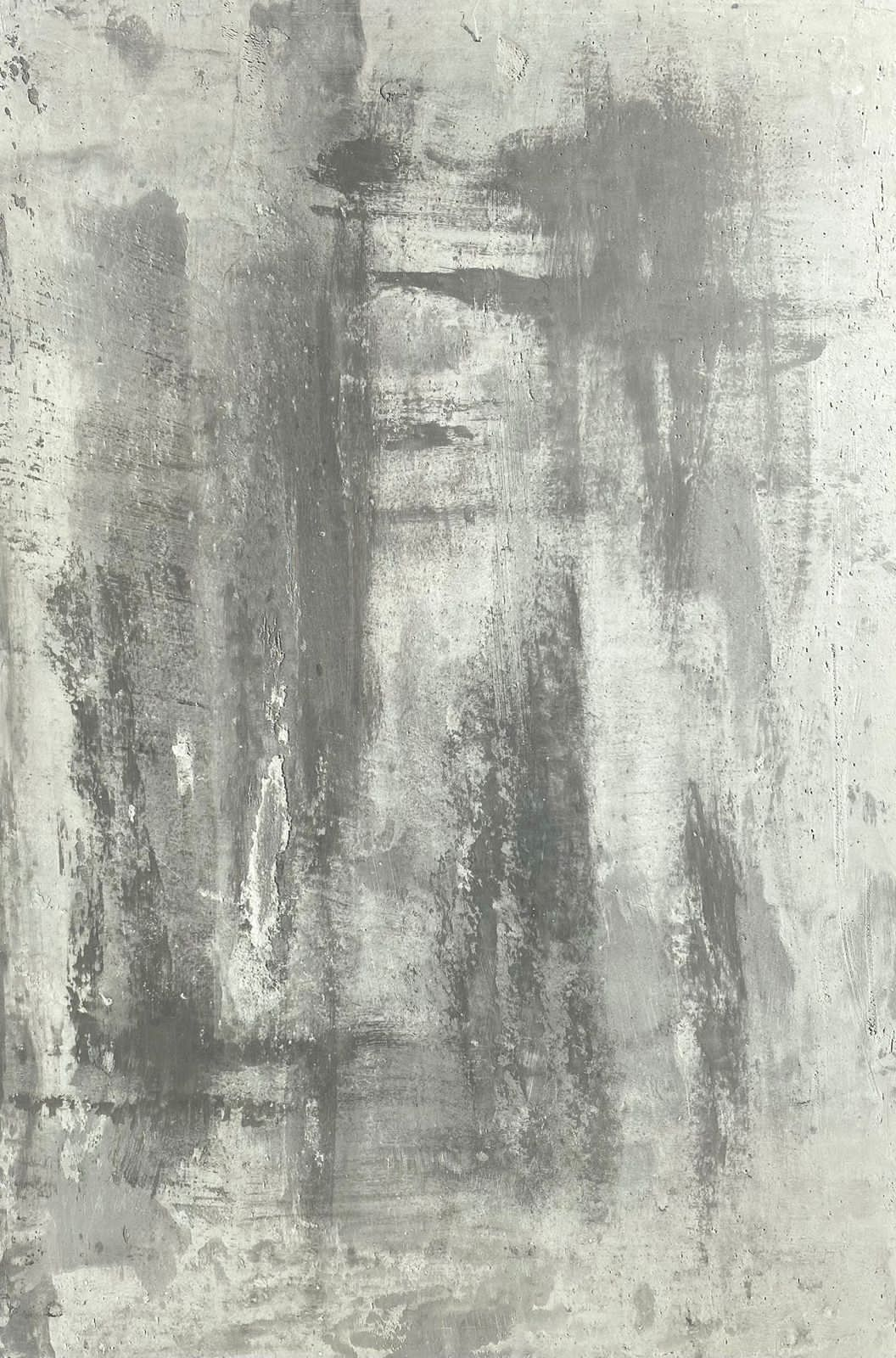
Arte calcestruzzo - Arte calcestruzzo style (Арт бетон - Лофт)

В народе декоративной штукатуркой называют многие материалы, которые придают поверхности необычный вид. Покрытия могут быть гладкие (венецианская штукатурка, покрытия с эффектом шелка, замши, велюра) и фактурные (имитация камня, бетона, имитации песчаной поверхности, дерева, металла, ткани). Получившая поверхность может быть окрашена в составе материала и покрыта защитным слоем лака, воска, лессирующими составами или декорирована с использованием позолоты, перламутра, красок.

## История возникновения
В мире штукатурка из гипса стала применяться около трёх тысяч лет до н. э., штукатурка на территории СССР применялась ещё в VI веке до н. э. Разноцветная или, как сейчас называют, «декоративная» штукатурка использовалась для зданий и храмов, построенных на Таманском полуострове.
Вероятно, декоративная штукатурка возникла в Древней Греции. Отчасти, примерами первого использования материала допустимо считать некоторые образцы наскальной росписи. Не все рисунки пещерных людей выполнены непосредственно на камне, основа некоторых — слой смеси глины и песка, который обеспечивал выравнивание  поверхности и удобное наложение краски. Этот приём использовался и позже, например, для создания фресок, позже трансформировался в один из способов декорирования.
В Древнем Египте расписываемое фактурное покрытие применялось при оформлении внутреннего пространства гробниц. Швы между блоками заполнялись меловым составом с добавлением органического клея, шлифовались, декорировались рисунками, росписями или контррельефом (прорезной рельеф). В Месопотамии, Древних Индии и Китае широко применялись известковые, глиняные и гипсовые растворы для придания большей декоративности грубым кирпичным и каменным стенам. Древние мастера экспериментировали с ингредиентами: добавляли вулканическую пыль, вино, природные красители. В Индии существовал «Розовый город», стены зданий которого были покрыты штукатуркой с кровью в качестве пигмента.
Древнегреческий философ Теофраст первым описывает рецепты и технологию нанесения декоративной штукатурки. В состав добавлялась мраморная пыль, а поверхность после нанесения имитировала срез натурального камня, при этом, за счёт каменной муки имела большую прочность. Новый материал помог ощутимо снизить нагрузку на конструкции зданий, так как был легче облицовки из натурального камня.
Искусство Древнего Рима было эклектичным, а эклектика любит имитацию одного материала другим. Пришедшая из Греции мраморная штукатурка активно использовалась в украшении фасадов, интерьеров, патио. Отделка воспроизводила рисунок не только мраморной поверхности, но и других отделочных материалов. В отличие от каменных плит она не боялось землетрясений — частого явления в том регионе. С появлением бетона, штукатурка приобрела новый рисунок: добавлялись уже более крупные частицы, что позволило создавать выразительный рельеф. В наши дни покрытие трансформировалось в травертин и другие фактурные штукатурки.
После падения Римской империи исчезает и ее культура, а вместе с ней, тяга к «украшательству» и декоративности. Интерьеры европейского Средневековья аскетичные, минималистичные, мрачные. Штукатурка становится техническим материалом: идёт на замазку щели в кладке и срубах, покрытие заполнения фахверковых стен. Максимально декоративное использование аналогично египетскому: подложка под роспись. Переработанная технология фрески (роспись темперными красками по сырой штукатурке), нашла применение в современной отделке стен и фасадов.
Во времена Возрождения искусство получает новый расцвет, становятся доступны образцы древнегреческого и древнеримского искусства, в том числе архитектуры, интерес к ним растёт. В XV веке появляется и распространяется техника сграффито. Цветная штукатурка наносятся тонкими (2-5 мм) слоями, при этом колер послойно может отличаться как незначительно, так и иметь резкий контраст. Далее рисунок процарапывается, удаляются фрагменты покрытия на нужную глубину, таким образом создаётся цветной рельефный рисунок. В период Позднего Возрождения (XIV век) архитектор Андреа Палладио занимается изучением древнеримской декоративной штукатурки, экспериментирует с рецептурой, и позже разрабатывает технологию имитации натурального камня, которая получила широкое распространение в Венеции и стала известна как «венецианская штукатурка».
Оттуда техника нанесения, постоянно развиваясь, попадает в Европу, где активно применяется в отделке дворцов и особняков в стилях барокко, рококо, классицизм. По сей день можно увидеть интерьеры того времени, украшенные качественной имитацией отделки натуральным камнем (мрамор, яшма, малахит, оникс, янтарь), облицовку деревянными панелями.
Современная декоративная штукатурка вобрала в себя всевозможные исторические, национальные методы нанесения и способы декорирования. Это целый класс материалов, позволяющий создать различные по внешнему виду, эксплуатационным характеристикам финишные покрытия.

## Виды
Декоративные штукатурки подразделяются на следующие виды:
- Цветная штукатурка — идеально подходит для отделки внутренних стен, дверных и оконных проёмов.
- Каменная штукатурка — напоминает каменную кладку из натурального камня.
- Венецианская штукатурка — по своему внешнему виду напоминает настоящий мрамор.
- Сграффито — вид штукатурки, получивший такое название благодаря особенностям нанесения.
- Терразитовая штукатурка — подходит для отделки внутренних стен и фасадов.
- Шёлковая штукатурка — предназначена для внутренних работ. Негорючая, не накапливает статическое электричество. Материал состоит из натуральных или синтетических волокон, минеральных наполнителей и различных декоративных добавок. Наносится пластиковым шпателем на оштукатуренные и покрытые грунтовкой или масляной краской поверхности. Имеет различные цветовые и фактурные решения, не имеет запаха, при нанесении получается бесшовное покрытие, материал эластичный и не трескается при «усадке» стен. Основной недостаток — слабая влагоустойчивость, но при обработке влагозащитным лаком можно использовать и в помещениях с повышенной влажностью (кухня, ванная комната и т. д.).

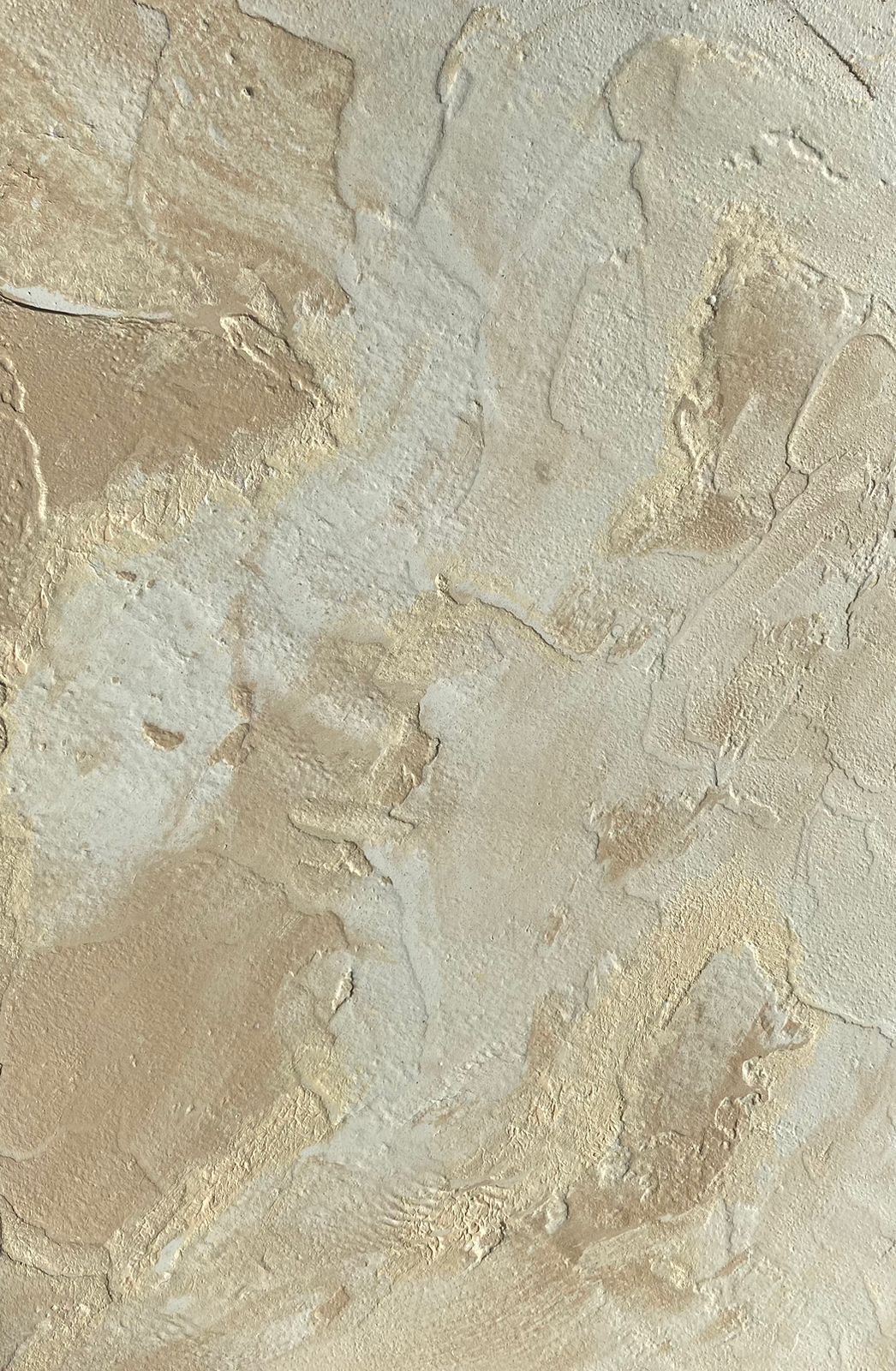
Arte calcestruzzo - Relief style (Арт бетон - Рельеф)

## Классификация
Существует много вариантов классификации материалов.
В зависимости от типа связующего, может быть:
- минеральной;
- акриловой;
- силиконовой;
- силикатной.

Смесь на минеральном связующем (известь, цемент) экологичная и экономичная. Продается в виде порошка, который перед нанесением разводят в нужной пропорции водой. Цветовая гамма не широкая, чаще светлых тонов. Покрытие набирает прочность со временем, допустимо применять во влажных помещениях, но боится вибраций. Отличается стойкостью к ультрафиолету.

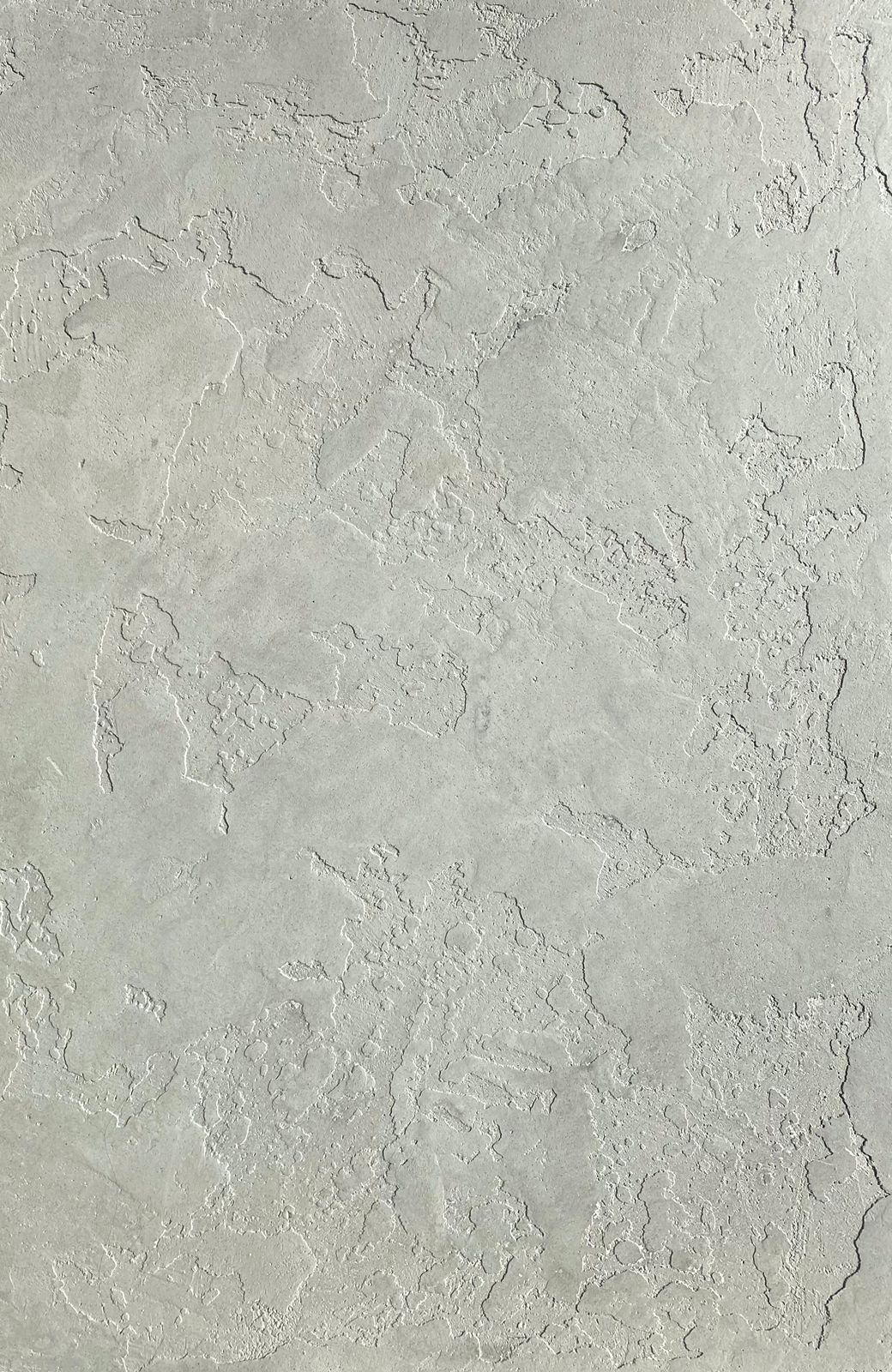
Arte calcestruzzo - World map style (Арт бетон - Карта мира)

Акриловое связующее придает пластичность смеси, которая продается уже готовой к нанесению. Некоторые составы допускается окрашивать в массе пастами, встречаются колерованные составы. Смесь эластична, что позволяет добиться различных декоративных эффектов. Материал не боится воды и вибраций после высыхания, резких перепадов температур, морозоустойчива. В результате воздействия УФ-лучей может менять цвет и покрываться трещинками. Однако поверхность не паропроницаема, поэтому использовать лучше не на всей плоскости стен помещения, а локально, для декоративных акцентов.
Декоративная штукатурка на силиконовой основе продается так же в виде готовой смеси, имеющей богатую цветовую гамму. После высыхания отличается высокой прочностью, не боится даже ударов, не выгорает на солнце, отличается влаго- и морозостойкостью, терпимо к перепадам температур. Но использование силикона в основе ведёт к удорожанию материала.
Силикатная производится на основе жидкого стекла. Форма продажи: сухая смесь и готовая паста. Из декоративных штукатурок самые высокие показатели стойкости к механическим повреждениям у смесей на основе силикатов. Однако покрытие трескается под воздействием вибраций. Не боится воды, ультрафиолета, огня, грязи, препятствует возникновению плесени. Но имеет бедную гамму, не допускает колеровку, лучше использовать в оформлении фасадов из-за возможности выделения токсичных соединений.
Существуют смеси на комбинированном связующем. Так, например, акрилово-силиконовые объединяют достоинства обоих видов, компенсируя при этом недостатки: эластичная, стойкая к механическим повреждениям и ультрафиолетовым лучам, влагостойкая и паропроницаемая.
По размеру наполнителя штукатурки делятся на:
- тонкофактурные,
- мелкофактурные,
- среднефактурные,
- крупнофактурные.

В роли основного наполнителя выступает каменная крошка, полимерные гранулы разных форм либо акриловые «чипсы». От их размера зависит внешний вид поверхности в итоге. Это может быть гладкая, поддающаяся полировке поверхность, либо зернистая, рыхлая, либо даже напоминающая пористый песчаник.
В зависимости от типа получаемой поверхности разделяют на:
- структурную,
- фактурную,
- венецианскую.

Структурная, как ясно из названия имеет характеристики одинаковые по всей толщине покрытия. Это обычно готовая к применению густая, зернистая смесь, колерованная в массе. Наносится слоем до 1 см, далее на поверхности создается глубокий рельеф с помощью шпателей и фактурных валиков.
К средне- и крупнофактурной структурной штукатурке относится мозаичная: смесь из камушков разных цветов на акриловом связующем. Производятся смеси с наполнителем не из каменной крошки, а полимерных гранул. Продается в виде готовой пасты определенной гаммы, некоторые производители предлагают услугу подбора состава, что позволяет выбрать необходимый покупателю оттенок. Не требуют дальнейшей окраски, отличаются высокой декоративностью и вандалостойкостью.

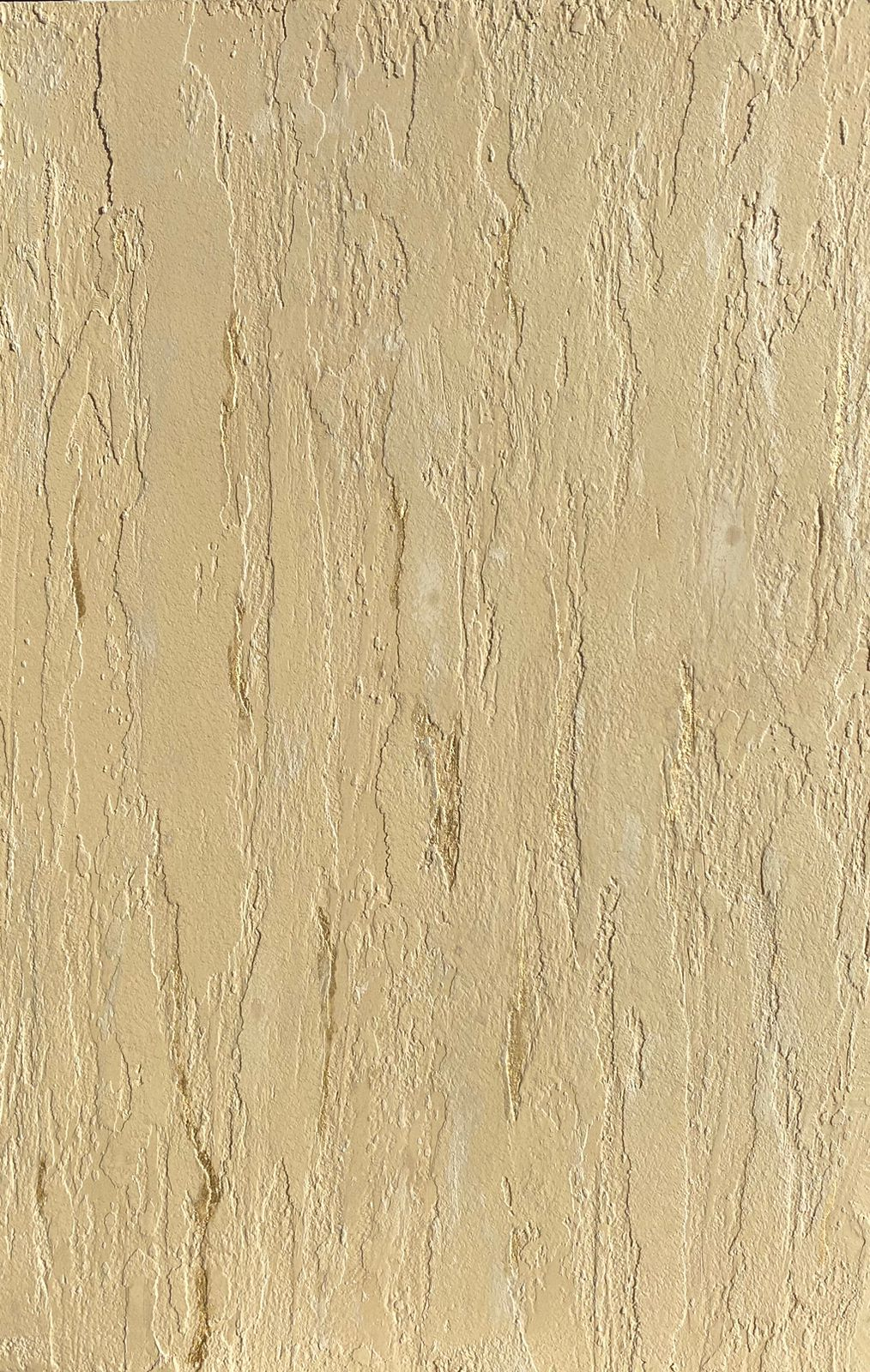
Arte calcestruzzo - Travertine style (Арт бетон - Травертин)

Фактурная штукатурка содержит в составе мелкие наполнители, что позволяет имитировать различные фактуры. Это сухие смеси, либо готовые пасты, отличающиеся однородностью, эластичностью. Окрашиваются в массе, либо после высыхания. Менее густая консистенция и высокая эластичность позволяют наносить покрытие тонкими (порядка 1-2 мм) слоями, использовать различный инструмент (не только шпатели и валики, но и губки, кисти, трафареты, штампы), всевозможные техники для имитации поверхностей. Можно создать иллюзию деревянной поверхности, натуральной кожи, либо замши, волн, бетона, текстиля, мятой бумаги и т. д. После нанесения требует защиты восками или лаками.
Венецианская штукатурка имитирует срез натурального камня. Тонкофактурная смесь поставляется как в готовом виде, так и в форме порошка, окрашивается в массе. Тончайшие слои в зависимости от необходимого эффекта наносятся в заданном направлении или хаотично. В результате наложения полупрозрачных слоев (до 10) возникает эффект глубины текстуры. Возможна дополнительная прорисовка прожилок, с помощью чего достигается имитация камня. Готовое покрытие глянцуется и полируется, а после обрабатывается воском для защиты и большей гладкости.

## Способы нанесения
Существуют различные техники нанесения, выбор зависит от декораторской задумки.
Рельеф создаётся при помощи:
- кельм,
- шпателей прямых и с неровным краем,
- мастихинов,
- валиков фактурных и обычных с поролоновыми, меховыми шубами,
- трафаретов,
- губок,
- кистей разной жёсткости,
- штампов,
- подручных материалов: например, бумаги, полиэтилена, фактурных листьев,
- ручной лепки.

В зависимости от выбранного инструмента и техники итоговое покрытие имеет мелкий повторяющийся рисунок, либо выступает в роли арт-объекта и акцента в интерьере.

## Способы декорирования
Состав колеруют в массе либо окрашивают после полной стабилизации. Для окраски готового покрытия применяют краски (для силикатной штукатурки — силикатные, в остальных случаях – водно-дисперсионные). Цветом дополнительно подчеркивают рельеф, что увеличивает декоративность.
Дальнейшее декорирование заключается в:
- нанесении лессирующих составов;
- нанесении составов, придающих фактуру поверхности (кракелюр, флюоресценция, имитация грубого камня, мокрой поверхности);
- покрытии листами сусального золота или серебра;
- частичном тонировании выступающих частей.

Если состав и условия эксплуатации того требуют, по окончании работ поверхность покрывается защитным лаком либо воском.
Открытая поверхность штукатурки поддаётся истиранию и царапинам. Тонкие рельефные выступы могут при механическом воздействии скалываться. Лак для стен создаёт прочную прозрачную защитную плёнку, облегающую выступы фактуры, защищающую штукатурное покрытие от внешних воздействий и наделяющую поверхность матовым или зеркальным блеском.